# 황대연
황대연(黃大淵,  1967년 7월 20일 ~ )은 대한민국의 전직 야구 선수 출신(어언 11년간 활약)의 야구 지도자이자 야구 해설가로 지난날 현역 야구 선수 시절, KBO 리그 LG 트윈스 팀의 선수로 뛰었었고 1997년 은퇴한 이후 2011년 8월 현재, 전라북도 전주시 소재 우석대학교 야구부 감독이다.
충청남도 대전시에서 출생하였으며 지난날 한때 전라북도 전주시를 거쳐 충청남도 천안군에서 잠시 유아기를 보낸 적이 있고 이후 충청남도 공주군에서 잠시 유년기를 보낸 적이 있는 그는 1973년 이후 줄곧 충청남도 대전시에서 성장하였고 훗날 프로 야구 시절 한화 이글스와 LG 트윈스에서 주로 내야수로 활동했으며, 현역 선수 은퇴 후에는 LG 트윈스 매니저, 한화 이글스 코치 등을 역임하였다. 천안북일고 코치를 역임하던 중, 2008년 11월 1일자로 최명진 전직 대전고등학교 야구부 감독의 후임으로 부임하였으며 이후 2011년 5월까지 대전고등학교 야구부 감독을 지냈다.
큰 아들은 KIA 타이거즈의 투수 황인준이고, 작은 아들 황인건도 동국대 내야수로 뛰고 있는 야구인 가족이다.

## 학력
- 대전고등학교 졸업
- 고려대학교 체육교육학과 학사
- 전주대학교 대학원 사회체육학과 체육학 석사

## 현역 야구 선수 은퇴 이후 이력
- LG 트윈스 매니저
- 한화 이글스 코치
- 충청남도 천안 북일고등학교 야구부 코치
- 대전고등학교 야구부 감독
- 전라북도 전주 우석대학교 야구부 감독

## 가족 관계
- 아내와 2남
- 장남 황인준(1991년 7월 23일 출생)
- 큰며느리 서지윤
- 차남 황인건

## 통산 기록
| 연 도          | 소 속          | 나 이          | 출 장 | 타 석 | 타 수 | 득 점 | 안 타 | 2 루 타 | 3 루 타 | 홈 런 | 타 점 | 도 루 | 도 실 | 볼 넷 | 삼 진 | 타 율 | 출 루 율 | 장 타 율 | O P S | 루 타 | 병 살 타 | 몸 맞 | 희 타 | 희 플 | 고 4 |
| -------------- | -------------- | -------------- | ----- | ----- | ----- | ----- | ----- | ------- | ------- | ----- | ----- | ----- | ----- | ----- | ----- | ----- | -------- | -------- | ----- | ----- | -------- | ----- | ----- | ----- | ---- |
| 1989           | 빙그레         | 23             | 107   | 221   | 199   | 27    | 39    | 5       | 1       | 4     | 12    | 0     | 2     | 17    | 34    | .196  | .267     | .291     | .558  | 58    | 2        | 3     | 0     | 2     | 0    |
| 1990           | 빙그레         | 24             | 66    | 120   | 106   | 13    | 24    | 4       | 0       | 3     | 14    | 2     | 1     | 10    | 27    | .226  | .300     | .349     | .649  | 37    | 2        | 2     | 0     | 2     | 0    |
| 1991           | 빙그레         | 25             | 106   | 380   | 310   | 52    | 77    | 14      | 2       | 16    | 57    | 4     | 5     | 50    | 70    | .248  | .354     | .461     | .816  | 143   | 7        | 2     | 16    | 2     | 0    |
| 1993           | 빙그레         | 27             | 21    | 48    | 43    | 3     | 10    | 3       | 0       | 1     | 4     | 0     | 0     | 5     | 10    | .233  | .313     | .372     | .685  | 16    | 2        | 0     | 0     | 0     | 0    |
| 1994           | 한화           | 28             | 54    | 172   | 159   | 18    | 41    | 8       | 0       | 2     | 17    | 3     | 1     | 9     | 33    | .258  | .294     | .346     | .640  | 55    | 6        | 0     | 2     | 2     | 1    |
| 1995           | 한화           | 29             | 111   | 354   | 319   | 33    | 71    | 19      | 1       | 11    | 49    | 3     | 1     | 21    | 64    | .223  | .283     | .392     | .675  | 125   | 6        | 6     | 8     | 0     | 1    |
| 1996           | 한화           | 30             |       |       |       |       |       |         |         |       |       |       |       |       |       |       |          |          |       |       |          |       |       |       |      |
| 1996           | LG             | 30             |       |       |       |       |       |         |         |       |       |       |       |       |       |       |          |          |       |       |          |       |       |       |      |
| 96합           | LG             | 30             | 85    | 203   | 185   | 15    | 37    | 5       | 0       | 4     | 24    | 0     | 0     | 13    | 47    | .200  | .262     | .292     | .554  | 54    | 5        | 3     | 1     | 1     | 0    |
| KBO 통산 : 7년 | KBO 통산 : 7년 | KBO 통산 : 7년 | 550   | 1498  | 1321  | 161   | 299   | 58      | 4       | 41    | 177   | 12    | 10    | 125   | 285   | .226  | .299     | .369     | .669  | 488   | 30       | 16    | 27    | 9     | 2    |

## 참조
1. ↑  황대연, 대전고 신임 감독으로[깨진 링크(과거 내용 찾기)] 《한국일보》, 2008년 10월 22일 작성